# 日産・フェアレディZ Z34
フェアレディZ Z34（FAIRLADY Z Z34）は、日産自動車が2008年から製造しているファストバッククーペ型のスポーツカーである。生産は先代Z33型に引き続き、日産自動車栃木工場で行われている。2021年まで販売された2020年モデルで終売となり、2022年以降はRZ34型が販売される。

## 概要
フェアレディZとしては通算6代目のモデルである。先代Z33型からエンジンの排気量を200 cc増加した新型エンジンである「VQ37VHR」が搭載され、ホイールベースは100 mm短縮された。排気量が3.7 Lとなったため、海外においては「370Z」の車名で販売されている。なお、Z33型は世界約100か国で販売されていたが、このモデルはさらに市場を拡大し、120か国近くでの販売が計画された。
2022年にビッグマイナーチェンジモデルとなるRZ34型が発表されたが、Z34の型式を継承している。
Z34型の正式な型式としては、2008年から2021年まで販売されたクーペモデルは「CBA-Z34」、2009年から2014年まで販売されたロードスターモデルは「CBA-HZ34」となる。

## メカニズム

### パワートレイン

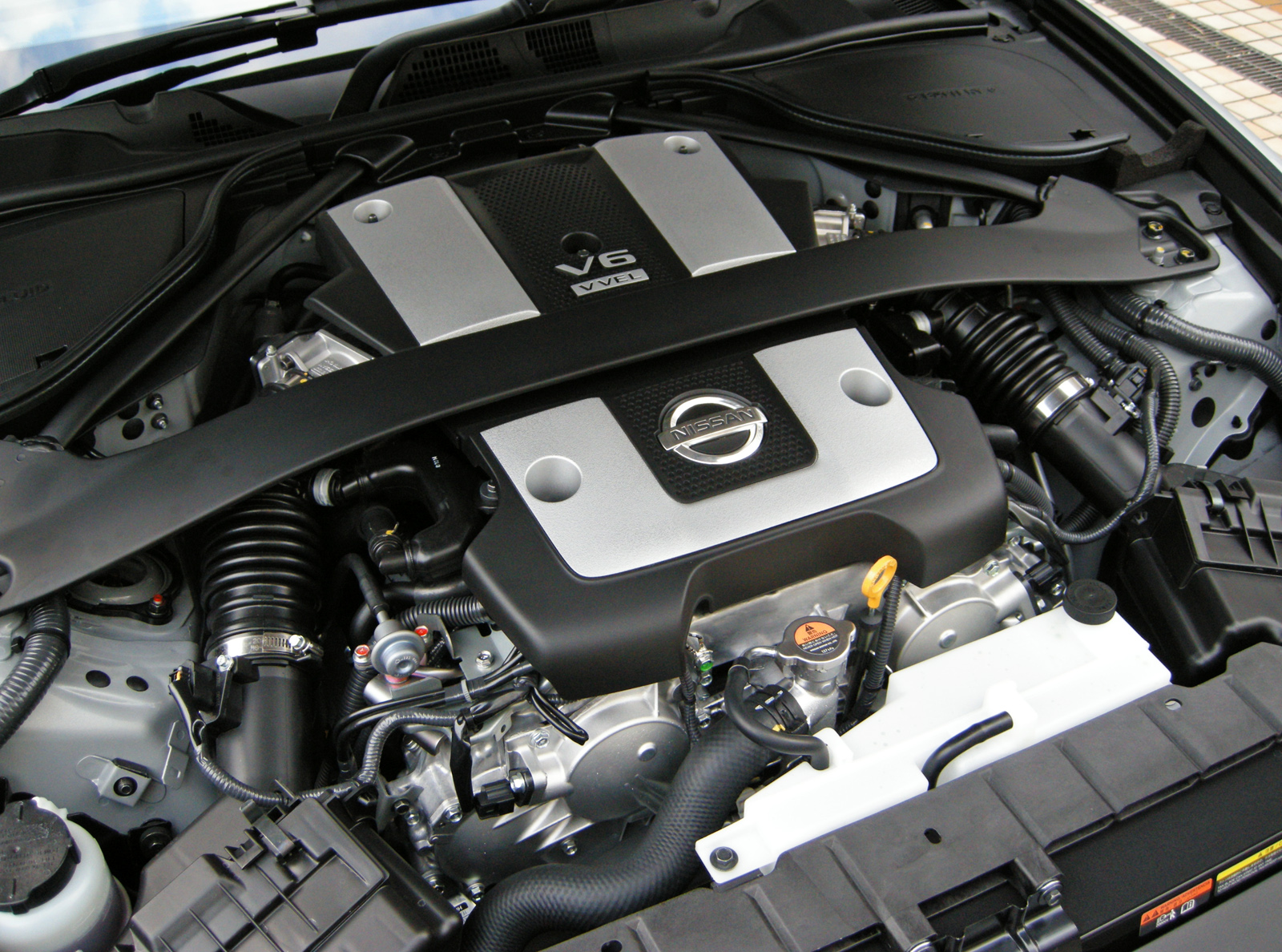
標準仕様エンジンルーム

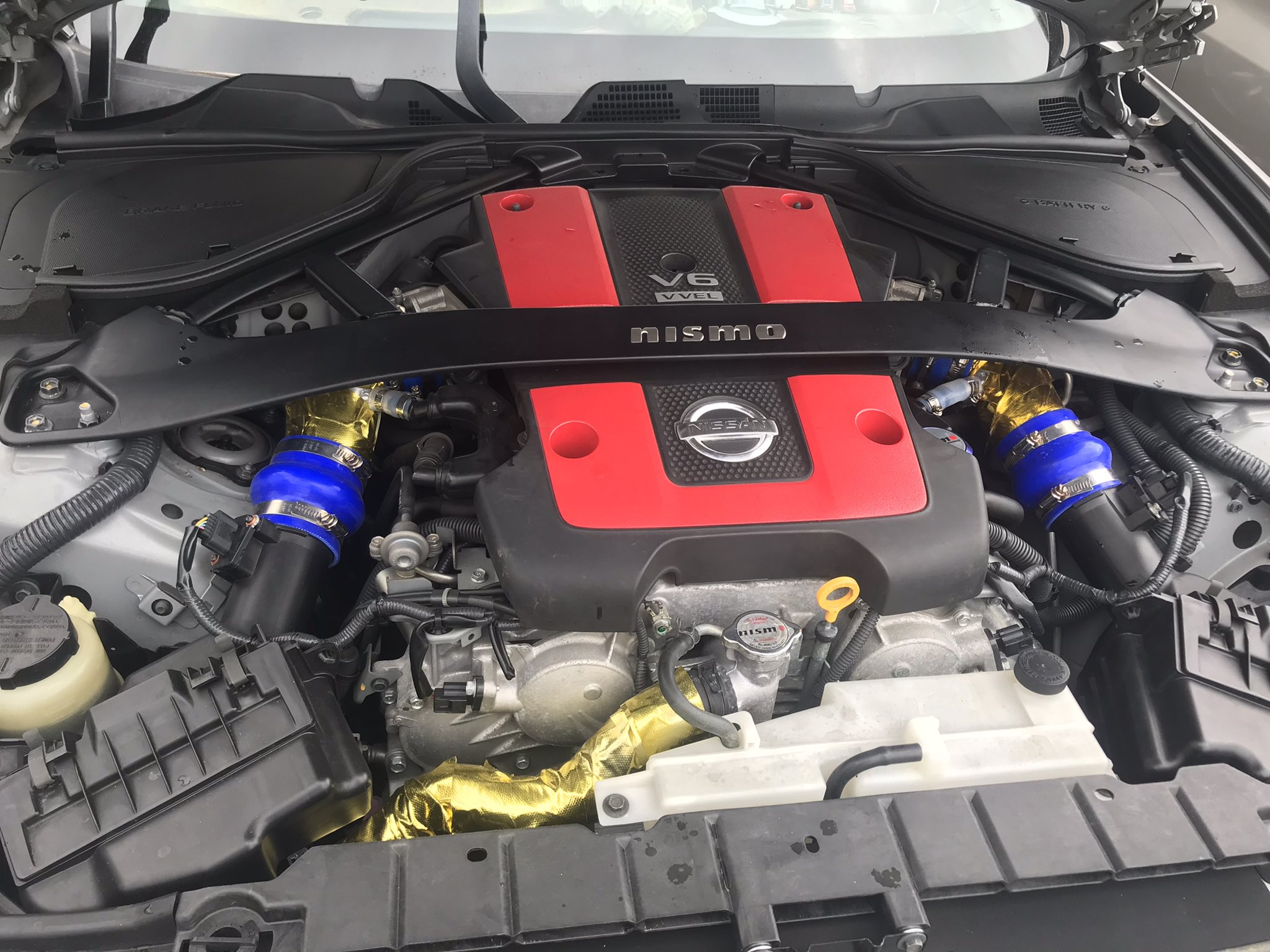
nismo仕様エンジンルーム

エンジンには、日産で生産されている自然吸気V型6気筒3,696 ccである「VQ37VHR」エンジンが搭載され、マニュアルモード付き7速ATと6速MTが組み合わされる。他車種に搭載されるVQ37VHRとはECUや細部が異なり、出力特性がZ34専用となっている。エンジンコンパートメントに純正で高剛性のタワーバーが標準装備されている。
標準仕様で336 PS / 7,000 rpm、nismo/ver.nismo仕様で355 PS / 7,400 rpmの出力を発生させ、2020年時点で「自然吸気V型6気筒エンジン」としては市販車で世界最高の出力を誇った。
6速MTについてはZ33型と共通の愛知機械工業製FS6R31型トランスミッションを採用したが、フリクションの低減および軽量化が施されており、MTとしては世界初となる「ヒールトゥを電子的に行う」という最新技術のシンクロレブコントロールが採用された。7速ATはジヤトコ製のJR710E/JR711E型で、インフィニティブランドで販売されるFX50に次いで2番目の採用であり、日産ブランド車、あるいは日本投入車としては最初の7速AT車となった。搭載されているATユニットは「7M-ATx」と呼ばれるZ34専用のチューニングが施されており、専用のギア比とシンクロレブコントロールが採用され、2速以降の全段にロックアップ機構が搭載されており、MTモードでの変速時のタイムラグが0.2秒以下とトルコン式ATとしては最も反応速度が速い。この7M-ATxは後にスカイライン各モデルやフーガ370GT、スカイライン400Rにも採用された。6速MT用のシフトノブは操作のしやすい涙滴型、7速AT用のパドルシフトは固定式のマグネシウム製となっている。
スピードメーターの下部には空転や横滑りを防止する「VDC（ビークルダイナミクスコントロール）」の制御スイッチがあり、ボタンを押すことでON/OFFを切り替えることができる。初期Z34型の場合はこれをOFFにすることでABS以外の電子制御介入がほぼ無くなるが、公道では危険が伴うため、取扱説明書には緊急時以外での使用は控える旨が記載されている。特にZ34の7M-ATxは1-3速のギア比が加速重視のクロスレシオのため、OFFにした場合のフル加速時には2速でもリアタイヤが空転してしまう事もある。
2017年（平成29年）7月の一部改良では、アクセルペダルとスロットルバルブ開度の特性見直しを行い、アクセルペダル中間開度でのトルクアップ開度と高回転時のトルク低下量を削減したことで、高速道路での合流加速やワインディングロードでの加速感を生み、6速MTはクラッチを新開発の高効率タイプに変えたことでクラッチペダル踏力を軽くし、半クラッチコントロールの操作性を向上した。
動力性能（輸出モデルノーマル車両による実測値）
最高速度
- 全グレード国内モデル / 7速AT・6速MT : 180 km/h（速度リミッター）
- 全グレード輸出モデル / 7速AT・6速MT : 250 km/h（速度リミッター）
- 2018年NISMO仕様 / 7速AT・6速MT : 286 – 288 km/h（リミッター解除時の理論値）[11]
- 2009年クーペモデル / 6速MT : 284 km/h（リミッター解除時の理論値）[12]
- 2009年クーペモデル / 7速AT : 283 km/h（リミッター解除時の理論値）[13]

0 – 60 mph到達時間
- 2018年NISMO仕様 / 7速AT : 4.5秒（マニュアルモード）[14]
- 2009年ベースグレード / 7速AT : 4.6秒（マニュアルモード）[15]
- 2009年バージョンS / 6速MT : 4.7秒 [16]
- 2010年ロードスター / 6速MT : 5秒半 [17]

1/4マイル到達時間 (0 – 400 m)
- 2018年NISMO仕様 / 7速AT・6速MT : 13.2秒、速度171 – 173 km/h[18]
- 2009年バージョンST / 7速AT : 13.3秒、速度170.11 km/h（マニュアルモード）[19]
- 2009年バージョンST / 6速MT : 13.3秒、速度172 km/h[20]
- 2010年ロードスター / 6速MT : 14秒半、速度165.60 km/h[17]

100 – 0 km/hフルブレーキ
- 31.3 m[17]（2010年ロードスター/18インチモデル）

ギア比
7速AT（マニュアルモード）は0 – 200 km/h間でのエンジン性能をフルに使える加速重視、6速MTは100 – 250 km/h間でのエンジン性能をフルに使える安定重視のセッティングとなっている。
| 選択ギア   | 7M-ATx | 6速MT | 7,500 rpmの速度理論値   |
| ---------- | ------ | ----- | ----------------------- |
| 1速        | 4.923  | 3.794 | 057.7 km/h / 68.1 km/h  |
| 2速        | 3.193  | 2.324 | 089.0 km/h / 111.2 km/h |
| 3速        | 2.042  | 1.624 | 139.2 km/h / 159.1 km/h |
| 4速        | 1.411  | 1.271 | 201.5 km/h / 203.4 km/h |
| 5速        | 1.000  | 1.000 | 284.3 km/h / 258.5 km/h |
| 6速        | 0.862  | 0.794 | 329.8 km/h / 325.5 km/h |
| 7速        | 0.771  | —     | 368.7 km/h              |
| ファイナル | 3.357  | 3.692 |                         |

### ボディ・シャシ
プラットフォームは、水野和敏が総指揮を務めているEプラットフォーム（FR-Lプラットフォーム）の中でも、特にCV36型スカイラインクーペのものが基本的なベースとなっている。しかし、スカイラインクーペと共有しているのは前後サイドメンバーやダッシュロアなどのみで、ほとんどが専用に設計されており、ホイールベースが短縮されたために、ボディ後半部分は完全に新設計となった。先代のZ33と同様にフロントミッドシップを採用している。
Z33型はリアサスペンション周辺の剛性を確保するためにトリプルメンバー構造を採用していたが、重量効率が低いためZ34型では構造の見直しを図り、廃止された。この構造変更やアルミニウム合金の採用拡大などにより、エンジン排気量の増加や安全性・車体剛性の向上のために100 kgの車重増が見込まれていたにもかかわらず、Z33型と同水準の車両重量を維持することに成功した。加えてねじり剛性を40%、前後曲げ剛性を10%、横曲げ剛性を60%向上させた。また、アルミニウム合金の採用については、Z33型ではボンネットのみへの採用であったが、Z34型ではさらにドアやバックドアにも採用されている。リア周りの剛性確保の結果、先代で問題視されたトランクルームを横切るフレームは廃され、収納面での使い勝手も向上している。
開発は先代Z33型とは異なり、当初からオープンモデルの追加を念頭にして行われたため、ロードスターについては、オープン化による剛性減少を抑えて先代よりねじり剛性を40%向上しつつ、同時に50 kg程度の軽量化を果たしている。
ステアリングはラック&ピニオン式で、油圧アシストのパワーステアリングを採用しているので、電動アシストと比べると手応えが自然で滑らかになっている。
また、タイヤについては、当初「Version NISMO」も含め、全車にブリヂストン製のPOTENZA RE050が採用されていたが、2012年7月のマイナーチェンジ以降は「Version NISMO」にはPOTENZA RE-11が採用される。タイヤサイズは18インチホイール装着車がフロント225/50R18、リア245/45R18。Version NISMO/NISMOを含む19インチホイール装着車がフロント245/40R19、リア275/35R19となる。
2012年（平成24年）7月のマイナーチェンジではショックアブソーバーの減衰力特性を変更したユーロチューンドサスペンションを採用したことでドライバーの意思に素早く反応するスポーティーさと高速走行や荒れた路面での安定性や乗り心地を同時に向上。さらに、「Version ST」とクーペ「Version S」ではブレーキパッドに新開発の摩擦材を採用したことで安定した制動力を維持し、耐フェード性を向上した。
2014年（平成26年）7月のマイナーチェンジではタイヤ構造、リアエンジンマウント、防音材の改良によって静粛性の向上が図られている。
2015年（平成27年）7月のマイナーチェンジでは、BOSEサウンドシステム装着車にエンジンサウンドを強調したり、車内の騒音を低減する機能を追加した。

## デザイン
Z34型にモデルチェンジするにあたり、フェアレディZのアイデンティティである「ロングノーズ」を表現するためにホイールベースが100 mm短縮されることが決定された。ちなみに、フェアレディZのショートホイールベース化は2005年頃にはすでに構想されており、Z33型をショートホイールベース化した実験車がテストされていた。
Z34型のデザインは“Z-Ness”と“Newness”という考え方に基づいている。“Z-Ness”の概念は次の通りである。
このように原点回帰として初代フェアレディZのスタイルを踏襲しており、CMでは「パールホワイトの初代フェアレディZ」と「ブリリアントシルバーのZ34」が共演をしている。プレス向けのボディカラーは「ブレードシルバー」となっている。
一方で“Newness”とは、エクステリアデザインを担当した原田英治によると、スタイリングのコンセプトとして取り入れられており、「クルマという機械に、研ぎ澄まされた有機的な魅力、色っぽさ」といった“Sensual Mechanism”（＝官能的なメカニズム）をテーマとしているとのことである。こうして、先代よりも筋肉質で流麗なデザインになった。ホイールは螺旋を意識したような5本スポークのデザインになっている。
またロードスターに関しては先代同様ソフトトップが採用されたが、このショートホイールベース化に加えてソフトトップのサイズが長く、そして厚くなり、加えて先代のビニールからより畳みにくい帆布素材に変更されたにもかかわらず、トランク容量が拡大されている。
開発時には北米向けモデルのA35型マキシマも並行して開発されていたが、北米市場においてはZが3ドアスポーツカー、マキシマが5ドアスポーツカーという位置づけで販売されていたため、ブーメラン型の前後ランプなど、共通のデザインも取られている。このヘッドランプとリアコンビネーションランプは書道における「とめ、はね、はらい」を意識した形で、スタイリング全体を引き締める効果を狙ったブーメランモーションとなっている。
デザインに際しては空力性能も考慮され、クーペについてはCd値: 0.30、フロントゼロリフトを達成。リアスポイラー装着でリアゼロリフトも両立し、オプションのエアロキット装着車ではCd値0.29を実現している。また、ロードスターについても風の巻き込みが抑えられてセグメントトップの空力性能を誇る。
また、「FAIRLADY Z」の車名ロゴに関しては、「Z」の書体に新デザインのものが採用され、「FAIRLADY」については先代同様、NE-01を斜体化したものが採用された。なお、この「Z」のロゴはサイドウインカーにも装着されている。
2012年7月のマイナーチェンジではフロントバンパーをロー&ワイドを強調した新デザインに変更した。グリルは元あった「牙」のような面影はあるものの、長方形に近づいた形に変更されている。LEDハイパーデイライトはNISMOに採用されるものを縦長に配置し、フロントバンパーに新たに装着されている。同時に、19インチアルミホイールのデザインも変更された。
2017年7月の一部改良では、エクステリアデザインの一部変更が行われ、ヘッドランプやリアコンビランプの輪部をブラックハウジングで強調させ、アウトサイドドアハンドルやリアバンパー下部をブラックに変更した。また、Version STおよびVersion Sに装備される19インチアルミホイールのデザインが変更された。

## ラインナップ

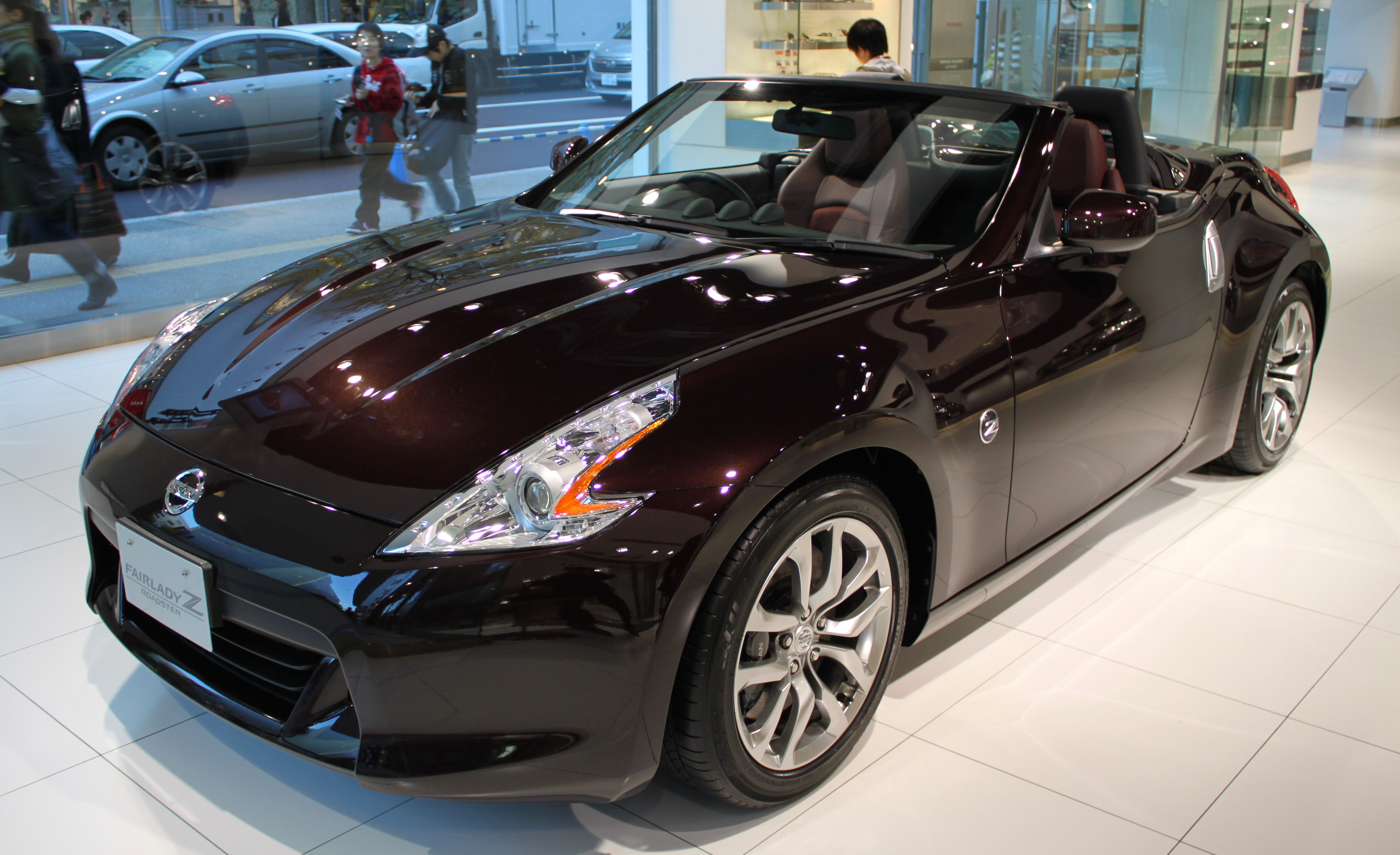
2009年10月発売型 ロードスター（オープン時）

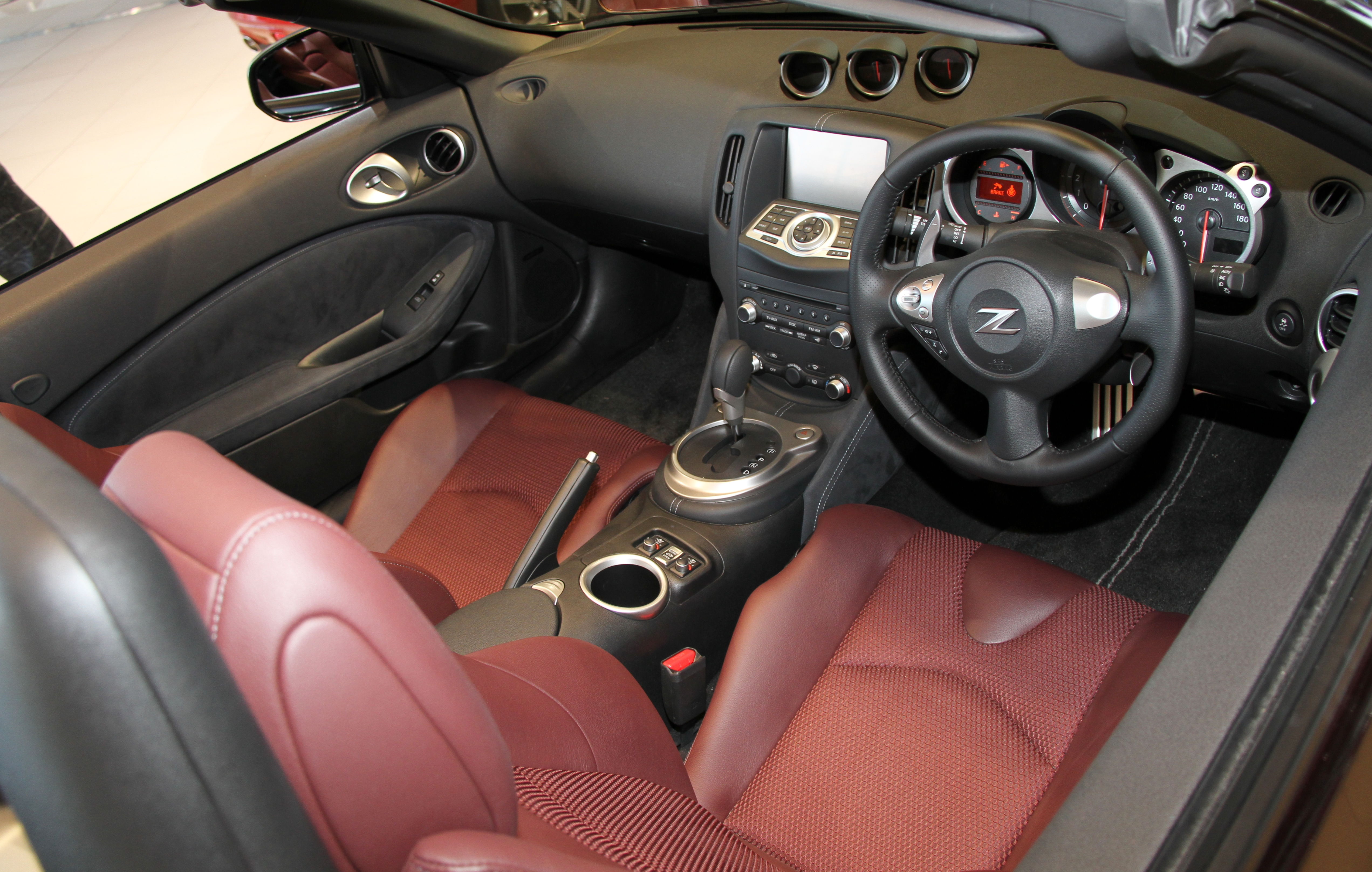
2012年7月発売型 ロードスター Version ST（室内）

ベーシックモデルの「フェアレディZ」のほか、BOSEサウンドシステム、本革シートなどの豪華装備を標準装備する「フェアレディZ Version T」、スポーツグレードの「フェアレディZ Version S」、Version TとVersion Sの装備を並装した「フェアレディZ Version ST」の4グレードが用意される。トランスミッションはVersion Tは7速ATのみ、Version Sは6速MTのみとなり、標準仕様とVersion STでは7速ATと6速MTから選択できる。ベーシックモデルとVersion Tには18インチアルミホイール、Version SおよびSTにはレイズ製の19インチ鍛造アルミホイールが装着される。
Z33型にも用意されたオープンモデルのロードスターは北米市場には2009年9月に、日本でも2009年10月に投入された。なお、アメリカなど、日本国外の一部市場においては当初Z33型ロードスターを併売している国もあった。日本仕様のグレード体系はVersion S以外の3グレードが設定されている。クーペとは異なり7速ATと6速MTの両方が選択できるのはVersion STのみで、Version Tは7速AT、標準仕様は6速MTのみとなっている。全車専用デザインのエンケイ製18インチホイールが装着され、19インチホイールがVersion STのみにオプション設定されている。また、すべてのグレードにリアフォグランプが標準装備された。
2012年7月のマイナーチェンジではクーペのVersion SとVersion STにおいてダーククローム色・新デザインの19インチアルミホイールを装備（ロードスターのVersion STにはメーカーオプション）し、標準仕様とVersion Tにはロードスター用18インチアルミホイールを採用した。
2014年7月の一部仕様向上では、MT車（クーペ・ロードスター共）にシンクロレブコントロールが標準装備化され、クーペの標準仕様とVersion T、ロードスター全車に装備されている18インチアルミホイールをガンメタリック塗装に変更するとともに、クーペの標準仕様とVersion Tはパンク修理キットも標準装備化された。Version TとVersion STはBOSEサウンドシステムがオプション設定に変更された。なお、ロードスターは同年9月受注分をもって販売終了となったため、今回の一部仕様向上モデルが最終モデルとなった。
2015年7月の一部仕様向上では、Version T・Version ST及び後述のNISMOにメーカーオプション設定されているBOSEサウンドシステムに、ドライバーがエンジンサウンドをよりダイナミックに感じるように音質をコントロールすることで、アクセル操作やエンジン回転数に応じた力強いエンジンサウンドを実現するアクティブ・サウンド・コントロールとエンジンからの不快なこもり音を室内のルーフ部分に新たに設置した集音マイクで検知し、逆位相の制御音をスピーカーから出力することにより低減し、室内の静粛性を高めるアクティブ・ノイズ・コントロールを新たに設定した。
2016年8月の一部仕様向上では、Version STとNISMOにおいて、これまでメーカーオプション設定だったカーウィングスナビゲーションシステム、BOSEサウンドシステム（8スピーカー）、アクティブ・サウンド・コントロール、アクティブ・ノイズ・コントロールを標準装備化するとともに、Version Sはカーウィングスナビゲーションシステムを標準装備化した。

### Version NISMO
2009年6月に追加された「Version NISMO」は、エンジンに専用チューンが施され、標準車の336 PSから355 PSまで最高出力が向上されており、専用の補強パーツなどを装備し、剛性の向上と振動の減衰を両立した。また、サスペンションにチューニングが施され、専用のヤマハ製パフォーマンスダンパーが装備され、パワーステアリングの特性が変更されたことにより、よりスポーティなハンドリングとなった。そして、専用前後バンパー、サイドシルプロテクター、リアスポイラーなどを装備してCd値は0.30のまま、効果的なダウンフォースの獲得と空気抵抗の低減を両立し、世界トップレベルの空力性能を実現した。トランスミッションは標準仕様やVersion STと同様、7速ATと6速MTどちらも選択可。タイヤはVersion S・Version STと共通だが、ホイールのデザインはNISMOロゴ入りの専用のものとなっている。
北米ではVersion NISMOにあたるモデルの「NISMO 370Z」が2009年モデルとして2009年6月に米国で先行発売された。なお、6速MTのみの設定となっている。ちなみに、少数生産のコンプリートカーが米国に輸出されるのは、先代の「NISMO 350Z」、「cube Krōm」に次いで3車種目となった。
2012年7月のマイナーチェンジではエンジンのコンピューターチューニングの見直しにより中速域のトルクアップを図り、タイヤにブリヂストン製のPOTENZA RE-11を採用。併せてボディの補剛パーツの追加、ブッシュの硬度見直し、サスペンションチューニングが行われた。ブレーキもブレーキホースとブレーキフルードの変更を行い、ブレーキフィーリングの向上が図られた。

### NISMO
2013年6月には、Version NISMOに代わって、同年2月にジュークから展開を開始している高性能プレミアムスポーツバージョン「NISMO」シリーズの第2弾として「フェアレディZ NISMO」が発売された。ステアリングのデザインなどが他のNISMOシリーズのものと共通のものに変更されたほか、ホイールがダークメタリック塗装となった。
2014年7月にNISMOをマイナーチェンジ。他のNISMOシリーズで採用されているニスモデザインアイデンティティを採用し、エクステリアデザインを刷新。具体的には、バンパーとサイドシルプロテクターにニスモレッドアクセントを配し、専用LEDハイパーデイライトとNISMOエンブレム（フロント）を追加。レイズ製のアルミ鍛造ホイールは新デザインとなり、ヘッドライトインナーにブラック加飾を施し、リアスポイラーを追加。これらにより、前後のダウンフォースバランスが最適化され、高速域でのハンドリング性能を向上。インテリアはNISMO専用チューニングRECARO製スポーツシートやブラックアウト加飾を採用したほか、センターコンソール部にもNISMOエンブレムが配され、スターターボタンフィニッシャーにレッド加飾を施した。なお、今回のマイナーチェンジモデルから型式登録された。
2016年4月からは、パトロールカー架装された3台が警視庁に寄贈され高速道路交通警察隊や交通機動隊に配備された。緊急走行時の初動加速がMTよりも優れているという点で、3台全てが7速AT仕様となっている。2004年に導入されたマツダ・RX-8の後継車種という。
2017年7月の一部改良では、タイヤを転がり抵抗を20%低減した新型に変えたことで、低燃費とロードノイズの低減を実現した。
| グレード （クーペモデル） | エンジン                                                        | ミッション      | 内容 |
| ------------------------- | --------------------------------------------------------------- | --------------- | --- |
| ベースグレード            | 最高出力: 336 PS / 7,000 rpm 最大トルク: 37.2 kgf-m / 5,200 rpm | - 7速AT - 6速MT | ENKEI製18インチ鋳造アルミホイール |
| Version S                 | 最高出力: 336 PS / 7,000 rpm 最大トルク: 37.2 kgf-m / 5,200 rpm | 6速MT           | RAYS製19インチ鍛造アルミホイール、アケボノ製ブレーキシステム等                                                                              |
| Version T                 | 最高出力: 336 PS / 7,000 rpm 最大トルク: 37.2 kgf-m / 5,200 rpm | 7速AT           | BOSEサウンドシステム、電動本革シート、アクティブノイズコントロール等                                                                        |
| Version ST                | 最高出力: 336 PS / 7,000 rpm 最大トルク: 37.2 kgf-m / 5,200 rpm | - 7速AT - 6速MT | バージョンSとバージョンTの装備を並装した最上級モデル                                                                                        |
| Version NISMO             | 最大出力: 355 PS / 7,400 rpm 最大トルク: 38.1 kgf-m / 5,200 rpm | - 7速AT - 6速MT | エンジン、足回り、エアロ等をニスモがチューンした特別モデル。〜2013年まで。 正式なカタログ登録ではなく、持ち込み登録の架装車両扱いであった。 |
| NISMO                     | 最大出力: 355 PS / 7,400 rpm 最大トルク: 38.1 kgf-m / 5,200 rpm | - 7速AT - 6速MT | エンジン、足回り、エアロ等をニスモがチューンした特別モデル。2013年〜。 正式に型式登録されたため、カタログモデルへ昇格となった。             |

### 特別仕様車

#### 40th Anniversary / Black Edition

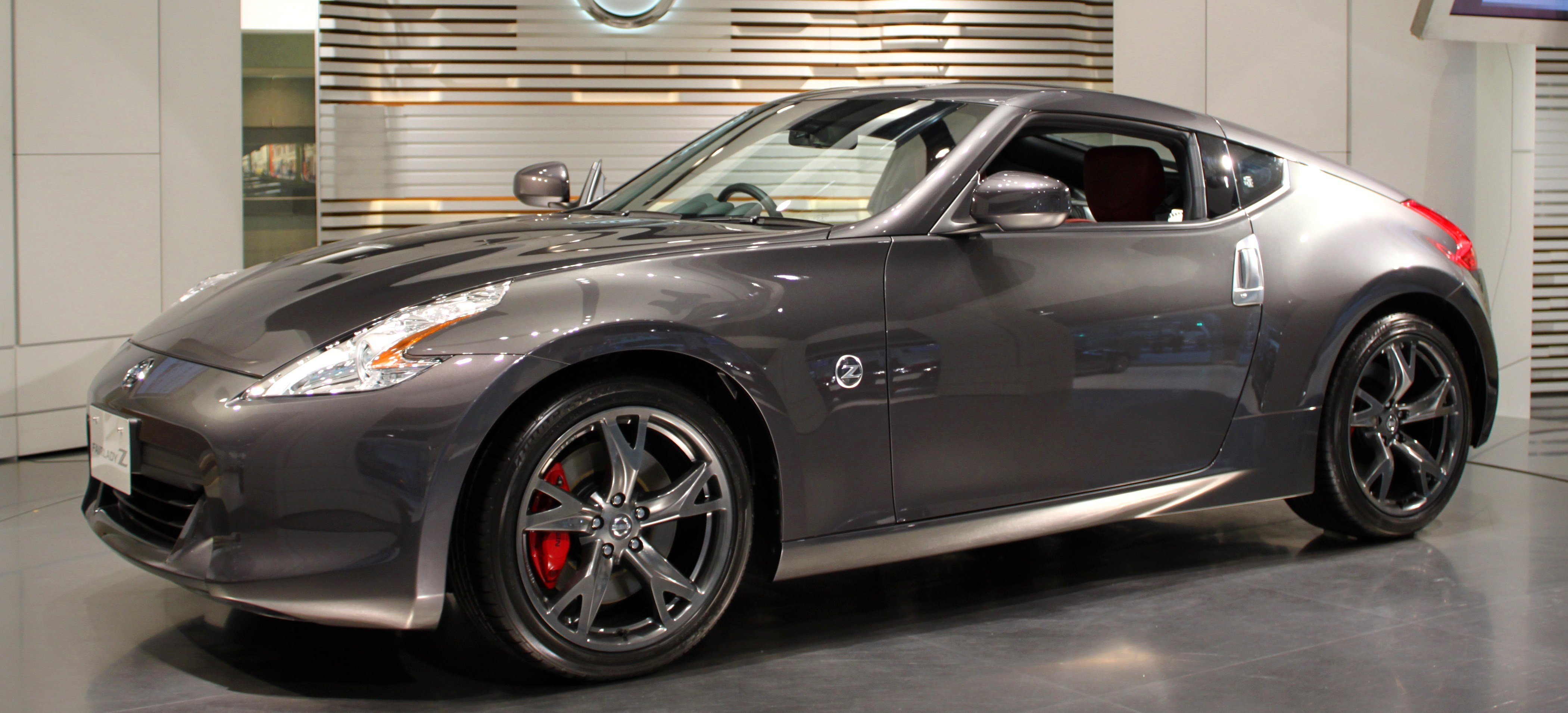
40th Anniversary

「40th Anniversary」は2009年10月にロードスターと同時発売。フェアレディZ誕生40周年記念特別仕様車として設定された。翌2010年10月までの期間限定車。クーペVersion STをベースに、記念刻印付き専用シート・インテリア、リアエンブレムのほか、専用レイズ製アルミ鍛造ホイール、ブレーキキャリパーが装備された。なお、北米仕様車の「370Z」には2010年2月に「40th Anniversary」が1,000台限定で発売されるが、MT車のみに設定される。また、欧州仕様車にも同月に「ブラックエディション」の名称で370台限定で発売されたが、欧州仕様車にはAT車も用意された。同時に、この仕様に関してはトミカの40周年記念事業とのコラボレーションも兼ねており、通常版とは異なる「メタルグレー」の「日産 フェアレディ Z 40周年記念車」としてNo.40に登録され、2010年4月から販売された。初回生産分のトミカは、40周年記念特別パッケージ（塗装色は「ブリリアントホワイトパール」）で販売された。

#### 370Zイエロー / 370Zニュルブルクリンクエディション
「370Zイエロー」は英国で、「370Zニュルブルクリンクエディション」ドイツで発売された特別仕様車。専用ボディカラーのアルティメットイエロー（北米ではシケインイエロー）が採用され、ボディサイドにはブラックの車名デカールが装着される。なお、このモデルはGT4欧州選手権に出場したレースカーをモチーフとしている。装備内容は、8スピーカー＆6連奏CDチェンジャー付きBOSE製オーディオ、6速MTのシンクロレブコントロール機能をセットした「GTパック」などが含まれる。また、「370Zイエロー」には専用のRAYS製19インチ鍛造アルミホイール、「370Zニュルブルクリンクエディション」にはこれに加えてOZ製19インチ合金ホイールが用意される。「370Zニュルブルクリンクエディション」限定でコブラ・エキゾースト・システムが装着され、ニュルブルクリンクで交換可能な150ユーロのギフトカードが付属する
。

#### Heritage edition

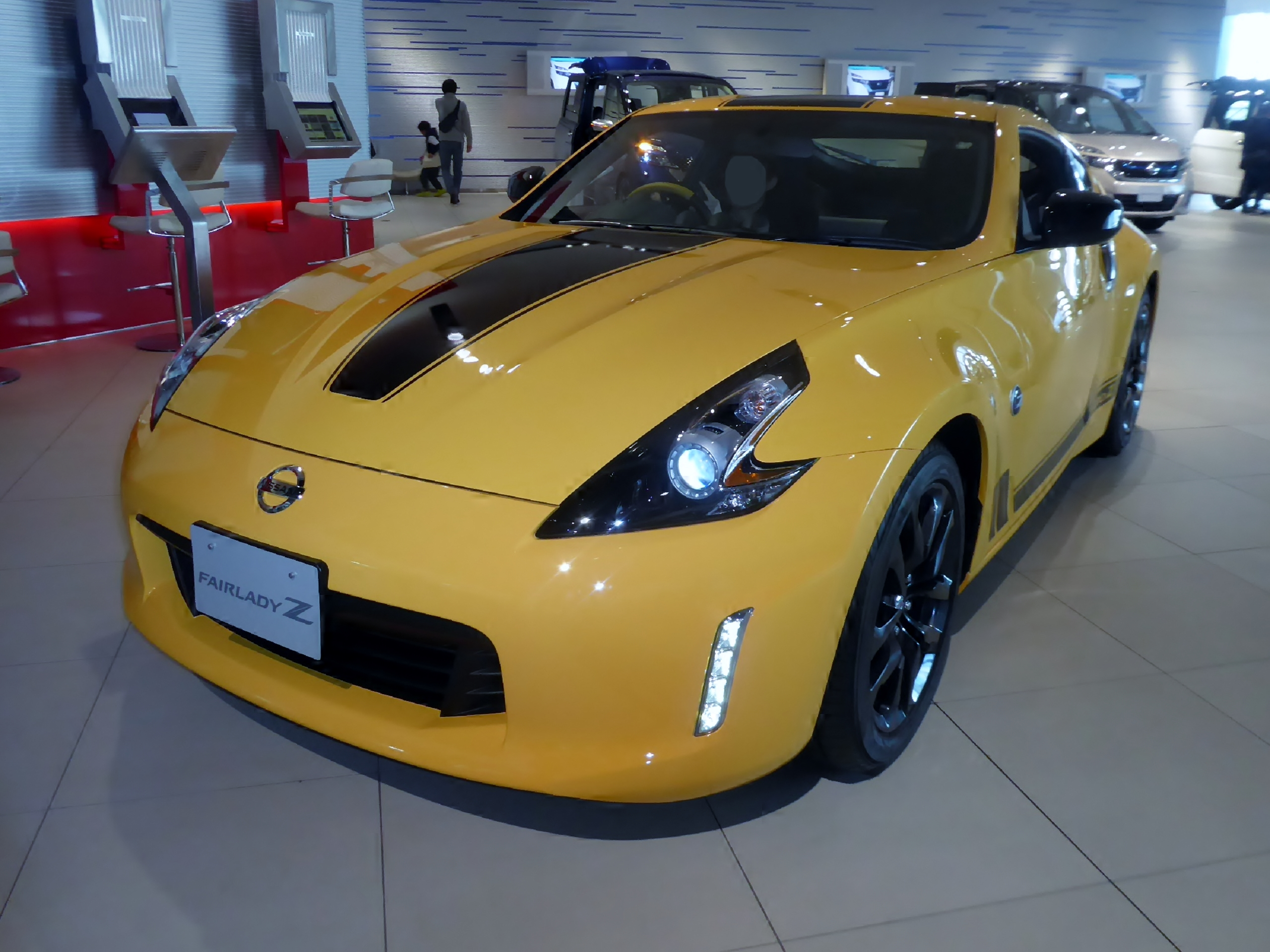
Heritage edition

2018年3月19日に、同年5月11日に発売すると発表された。1977年にアメリカで愛された「280Z スペシャルデコレーションパッケージ（ZZZap）」のデザインをリメイクして、現代に蘇らせたもの。当時人気を博したレーシングストライプをボディに貼り付け、インテリアはブラック色のステアリング、センターコンソール、シフトノブ等にイエローを随所にあしらった。専用シートにもイエローで「370Z」と刺繍されている。カラーは4色で、ストライプ色が黒のプレミアムアルティメイトイエロー（特別塗装色）とブリリアントホワイトパール、ストライプ色がシルバーのダイヤモンドブラックとオーロラフレアブルーパールの全4色。

#### 50th Anniversary

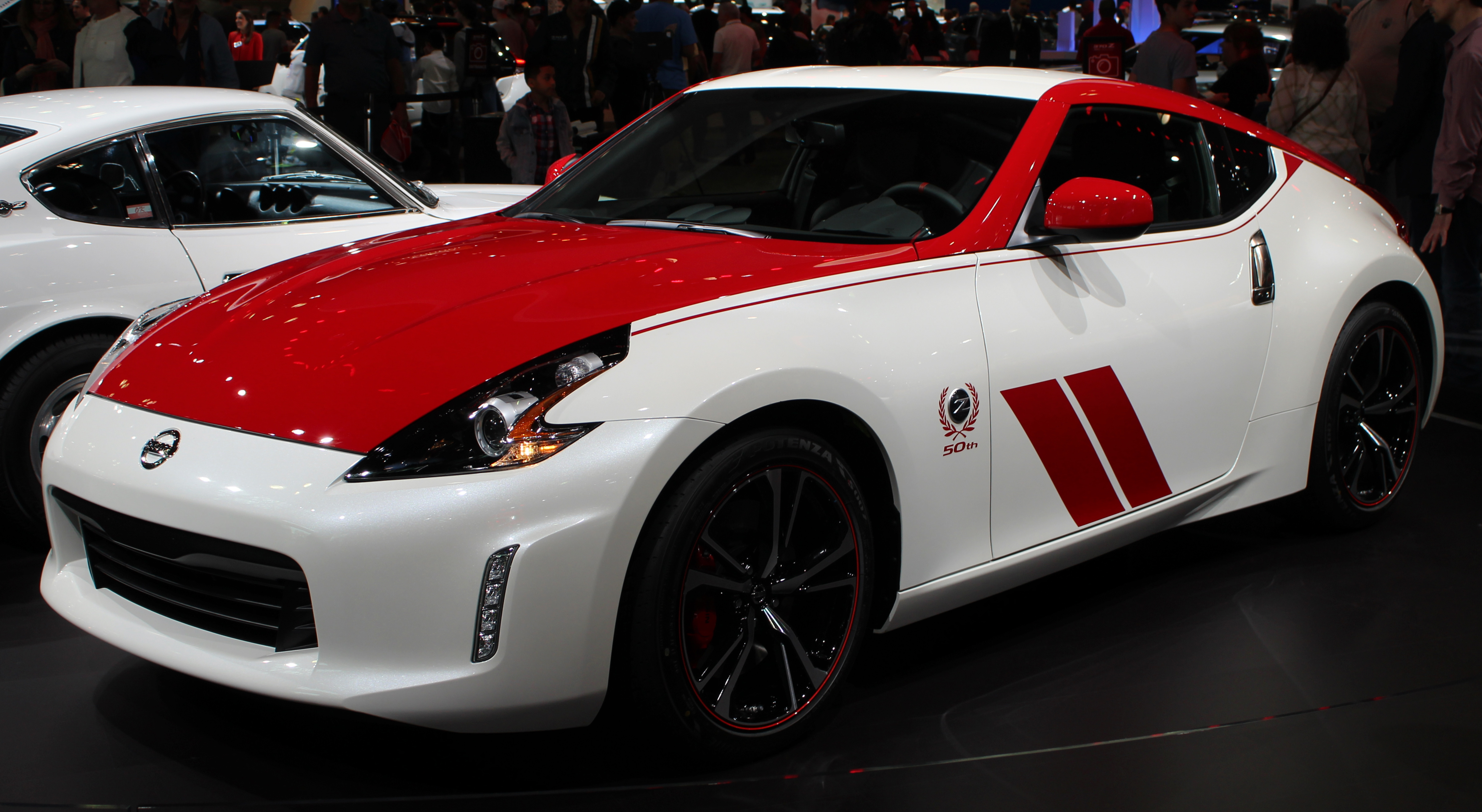
50th Anniversary

2019年4月17日に発表され、同年7月に発売された。2020年3月末までの期間限定車で、フェアレディZ誕生50周年記念特別仕様車としてクーペのみに設定された。レースカーのような特徴的なカラーリングは、1970年にSCCA（スポーツカークラブ・オブ・アメリカ）のレースで優勝した「ダットサン・240Z BRE」のデザインをこのZ33型で再現したものである。ベーシックモデルの「フェアレディZ」を素体として、ブリリアントホワイトパールのボディにバイブラントレッドの組み合わせと、ブリリアントシルバーのボディにダイヤモンドブラックの組み合わせの2種類のカラーリングが設定された。50周年記念ロゴがさまざまな場所に配置されており、ホイールはリムにレッドラインを追加した。

## モータースポーツ
2010年にはスーパー耐久にシーズン途中の第2戦からZ34が参戦を開始した。なお本来Z34はスーパー耐久のレギュレーション上はST1クラスに該当するが、主催者側の特認によりウエイトハンデを乗せることで、従来のZ33同様ST3クラスへの参戦を認められている。ちなみにST3クラスのZ34は2022年のSUZUKA 5時間耐久レースに、25号車 raffinée 日産メカニックチャレンジと15号車 岡部自動車Z34が参戦している。
また、米国においては「NISMO 370Z」をベースとした「BRE 370Z」が2010年下旬にSCCA (スポーツカークラブ・オブ・アメリカ) のT2クラスに参戦した。
一方で、ワークスマシンとしてはGT-Rが主に使用されていた。

## 年表
2008年10月29日
新型「フェアレディZ」の写真を公開。海外では「370Z」として販売されることも明かされた。
2008年11月19日
ロサンゼルスオートショーでデビュー。
2008年12月1日
日本国内で発売。
2009年1月3日
北米市場で「370Z」として発売。
2009年6月17日
北米市場で「NISMO 370Z」が発売。
2009年6月22日
コンプリートカスタムカー、「フェアレディZ Version NISMO」の販売を開始。
2009年9月
欧州仕様特別仕様車「370Zイエロー」、「370Zニュルブルクリンクエディション」が発売。
2009年10月15日
日本国内でロードスターを追加。
同日、インテリジェントキーのロゴを日産CIから「Z」に変更するなどクーペを一部改良。
また特別仕様車「40th Anniversary」も発売。
2010年2月4日
欧州市場で特別仕様車「Black Edition」が発売。
2010年2月末
北米仕様「40th Anniversary」が発売。
2010年11月9日
一部仕様向上。
2012年7月18日
マイナーチェンジ。
2013年6月24日
高性能プレミアムスポーツバージョン「フェアレディZ NISMO」が発売。
2014年5月22日
日本向けロードスターの生産を同年9月受注分をもって終了することを発表。
2014年7月23日
「フェアレディZ NISMO」をマイナーチェンジし、標準仕様（基準車）も一部仕様向上（7月25日販売開始）。
2015年7月21日
一部仕様向上。装備内容の見直しとボディカラーの入れ替えが行われた。
2016年8月9日
一部仕様向上。装備内容の見直しとボディカラーの入れ替えが行われた。
2017年7月6日
一部改良。エクステリアデザインの一部変更とボディカラーの入れ替えが行われた。
2019年4月17日
発売50周年記念期間限定モデル「50th Anniversary」が発表。同年夏に発売。

## 受賞

### 2009年
- あなたが選ぶカー・オブ・ザ・イヤー「スポーツカー・オブ・ザ・イヤー」
- 日本カー・オブ・ザ・イヤー「Most Fun」
- グッドデザイン賞

### 2010年
- 「オートカラーアウォード2010」
  - グランプリ
  - エクステリア部門賞
- ケリーブルーブック「ベストリセールバリュー賞」
- モーターウィーク ドライバーズ・チョイス・アワード「ベストコンバーチブル」（ロードスター）

### 2012年
- 「オートカラーアウォード2013」
  - 文化学園大学セレクション（外装色プレミアムサンフレアオレンジ・内装色パーシモンオレンジ）